# Daire Nolan
Daire Nolan (Limerick, 1º dicembre 1968) è un danzatore e coreografo irlandese.
Due volte campione del mondo di danza irlandese, è noto soprattutto per il ruolo di Don Dorcha, l'antagonista di Michael Flatley in Lord of the Dance e Feet of flames.

## Primi anni
Daire Nolan (Dara Ó Nualláin in irlandese) è nato a Limerick da una famiglia di artisti: i suoi genitori, Tony e Rose, avevano una scuola di danza nella città. Ha iniziato a ballare a 10 anni.
A 15 anni, nel 1983 si laurea per la prima volta campione del mondo di Danza Irlandese, impresa che ripeterà nel 1986.
In gioventù è stato anche giocatore di rugby nonché saltatore in lungo e di triplo di buon livello.

## Carriera
L'anno della svolta è il 1996 quando viene scelto per partecipare allo spettacolo Lord of the Dance in cui interpreta Don Dorcha, l'antagonista principale della storia.
Lo spettacolo ottiene un successo eccezionale e viene replicato permanentemente da 3 compagnie ufficiali (diventate successivamente 4). Nolan è membro permanente della compagnia 1 fino al 2001. Il fratello minore Cian ricopre il medesimo ruolo nella compagnia 2.
Nel 1998 Flatley porta in scena Feet of flames, che riprende la stessa storia e le stesse coreografie di Lord of the dance con l'aggiunta di altre che ampliano la trama e la rendono più gradevole e più comprensibile per lo spettatore. Di questo spettacolo si ricorda il concerto ad Hyde Park con il tutto esaurito. Nolan è di nuovo nel ruolo di Don Dorcha.
Dei due spettacaoli escono altrettanti DVD rispettivamente nel 1997 e 1998.
Dopo l'abbandono del cast di Lord of Dance si dedica con la famiglia a nuovi progetti, quali To Dance on the Moon e Legend of the Kinght.

## Vita privata
Daire Nolan è sposato dal 2001 con Carol O'Shea. Hanno tre figli.

## DVD
- 2000 - Lord of the dance spettacolo registrato a Dublino nel 1996
- 2001 - Feet of flames spettacolo registrato a Londra nel 1998